# Convergencia tecnológica
La convergencia tecnológica es la tendencia de diferentes sistemas tecnológicos en la evolución hacia la realización de tareas similares.
El concepto de convergencia tecnológica se creó principalmente en el ámbito de las telecomunicaciones para denominar las redes, sistemas y servicios que se generan a partir de tales redes, sistemas y servicios o combinándolos. Además, puede hacer referencia a tecnologías previamente separadas como la voz datos (y aplicaciones de productividad) que ahora comparten recursos e interactúan entre sí sinérgicamente, creando nuevas posibilidades.

## Definiciones
"La convergencia es una profunda integración de conocimientos, herramientas y todas las actividades relevantes de la actividad humana para un objetivo común, que permita a la sociedad responder a nuevas preguntas para cambiar el respectivo ecosistema físico o social. Tales cambios en el ecosistema respectivo abren nuevas tendencias, caminos y oportunidades en la siguiente fase divergente del proceso" (Roco 2002, Bainbridge y Roco 2016). 
Siddhartha Menon define la convergencia, en su Policy initiative Dilemmas on Media Covergence: A Cross National Perspective, como integración y digitalización. La integración, en este caso, se define como "un proceso de transformación que se mide por el grado en que diversos medios de comunicación, como el teléfono, la transmisión de datos y las infraestructuras de tecnología de la información, se combinan en una única plataforma de arquitectura de red sin fisuras". La digitalización no se define tanto por su infraestructura física, sino por el contenido o el medio. [Jan van Dijk sugiere que "la digitalización significa descomponer las señales en bytes formados por unos y ceros". La convergencia es definida por Blackman, 1998, como una tendencia en la evolución de los servicios tecnológicos y las estructuras de la industria. La convergencia se definió posteriormente de forma más específica como la unión de las telecomunicaciones, la informática y la radiodifusión en un único flujo de bits digital. Mueller se opone a la afirmación de que la convergencia es en realidad una toma de posesión de todas las formas de medios de comunicación por una tecnología: los ordenadores digitales.
La convergencia tecnológica de los medios es la tendencia a que, a medida que la tecnología cambia, diferentes sistemas tecnológicos evolucionen a veces hacia la realización de tareas similares. La convergencia digital se refiere a la convergencia de cuatro industrias en un solo conglomerado, ITTCE (Tecnologías de la Información, Telecomunicaciones, electrónica de consumo y Entretenimiento). Tecnologías antes separadas, como la voz (y las funciones de telefonía), los datos (y las aplicaciones de productividad) y el vídeo, pueden ahora compartir recursos e interactuar entre sí de forma sinérgica. La convergencia de las telecomunicaciones (también llamada "convergencia de red") describe las tecnologías de telecomunicaciones emergentes y la arquitectura de red utilizada para migrar múltiples servicios de comunicaciones a una única red.

## Historia
Durante las primeras décadas los sistemas de computación eran extremadamente grandes e inamovibles debido a su condición de tamaño. Más adelante se conjuga la tecnología y la informática para crear computadores por separado, pero interconectadas y capaces de realizar el mismo trabajo que el gran computador de los primeros tiempos. Aquí subyace el tema de red de computadoras, que alude a un concepto de computadores automáticos conectados.
Gracias a la evolución de la tecnología, ha sido factible y se ha podido desarrollar la convergencia. Por lo tanto, la tecnología es el medio a través del cual se remueve el conocimiento científico a la solución de dificultades concretas en una materia o actividad. A través de la tecnología se consiguen aparatos, procedimientos y habilidades que, frente la investigación, la experimentación o la experiencia, accedan a la generación de nuevos productos, procesos y servicios.
Hoy en día estamos rodeados por un mundo multimedia convergente en muchos niveles, con nodos de comunicación e información continuamente adaptándose para satisfacer a demandas creadas por la propia tecnología y cambiando la forma de crear, consumir, aprender a crear una con otras.
La convergencia se define como la interconexión de tecnologías de la computación e información, contenido multimedia y redes de comunicaciones que han llegado como resultado de la evolución y popularización de internet, tanto como de actividades, productos y servicios que han emergido desde el espacio digital.
Muchos expertos ven todo eso como la punta del iceberg, ya que todas las facetas de la vida social o institucional como negocios, gobierno, arte, periodismo, salud o educación traen consigo un incremento de los espacios digitales a través de redes crecientes de dispositivos TIC.[cita requerida]
La base de la convergencia tecnológica tal y como se plantea, choca con una sociedad en la que prima el consumismo como expresión del ser humano. Por ello, y pese a que se pueda apreciar la conversión de dispositivos tecnológicos (celulares, smartphones, lectores electrónicos, tabletas...), su producción no se ha visto reducida, sino todo lo contrario, ya que responde a la premisa consumista imperante. En concreto, se trata de la convergencia de medios antes distintos, como la telefonía y la comunicación de datos, en interfaces comunes en dispositivos únicos, como la mayoría de los teléfonos inteligentes que pueden hacer llamadas telefónicas y buscar en la web.
La convergencia de medios es la interconexión de la informática y otras tecnologías de la información, los contenidos de los medios, las empresas de comunicación y las redes de comunicación que han surgido como resultado de la evolución y popularización de Internet, así como de las actividades, productos y servicios que han surgido en el espacio de los medios digitales. Estrechamente vinculados al proceso de convergencia de los medios de comunicación en varios niveles, también hay varios desarrollos en diferentes áreas del sector de los medios y la comunicación que también se resumen bajo el término de desconvergencia de los medios de comunicación. Muchos expertos consideran que esto es simplemente la punta del iceberg, ya que todas las facetas de la actividad institucional y la vida social, como los negocios, el gobierno, el arte, el periodismo, la salud y la educación, se llevan a cabo cada vez más en estos espacios mediáticos digitales a través de una red creciente de dispositivos de tecnología de la información y la comunicación. También se incluye en este tema la base de las redes informáticas, en las que muchos sistemas operativos diferentes son capaces de comunicarse a través de diferentes protocolos. 
Los servicios convergentes, como VoIP, IPTV, Televisión inteligente, y otros, tienden a sustituir a las tecnologías más antiguas y, por lo tanto, pueden disrumpir los mercados. La convergencia basada en IP es inevitable y dará lugar a un nuevo servicio y una nueva demanda en el mercado. Cuando la antigua tecnología converge en la común de propiedad pública, los servicios basados en IP se vuelven independientes del acceso o menos dependientes. El antiguo servicio es dependiente del acceso.

## Elementos de la convergencia tecnológica
Hay 5 elementos de la convergencia tecnológica, que son: 
1. Tecnología, Es habitual que tecnologías que se consideran muy diferentes desarrollen con el tiempo características similares que difuminan las diferencias. En 1995, un televisor y un teléfono móvil eran aparatos completamente diferentes. En los últimos años, pueden tener características similares, como la capacidad de conectarse a wifi, reproducir medios ricos basados en internet y ejecutar aplicaciones. La gente puede utilizar su televisor o su teléfono para jugar a un juego o comunicarse con sus familiares, utilizando el mismo software.
2. Los medios y los contenidos, un televisor y los servicios de Internet se consideraban antes como algo separado, pero han empezado a converger. Es probable que la música, las películas, los videojuegos y los contenidos informativos acaben convergiendo hasta el punto de dejar de ser formatos distintos. Por ejemplo, es posible que la música del futuro venga siempre acompañada de un vídeo musical interactivo que se asemeje a un juego.
3. En cuanto a las aplicaciones de servicios, a finales de los años 90 existía una gran diferencia entre el software y los servicios para empresas y consumidores. Con el tiempo, esta línea se ha difuminado. La tecnología tiende a pasar de un gran número de herramientas muy específicas a un pequeño conjunto de herramientas flexibles con amplias aplicaciones.
4. Robots y máquinas, cada vez es más frecuente que máquinas como vehículos o electrodomésticos tengan características semiautónomas que los convierten técnicamente en robots.
5. Realidad virtual/Realidad aumentada, puede verse como la convergencia de la vida real con entidades digitales como simulaciones, juegos y entornos de información.

## Convergencia digital
La convergencia digital significa la inclinación por varias innovaciones, fuentes de medios, contenidos que se vuelven similares con el tiempo. Permite la convergencia de los dispositivos de acceso y el contenido, así como las operaciones y la estrategia de los participantes de la industria. Así es como este tipo de convergencia tecnológica crea oportunidades, sobre todo en el ámbito del desarrollo de productos y las estrategias de crecimiento de las empresas de productos digitales. Lo mismo puede decirse en el caso de los productores de contenidos individuales, como los vloggers de la plataforma de intercambio de vídeos YouTube. La convergencia en este ejemplo se demuestra en la participación de Internet, los dispositivos domésticos como la televisión inteligente, la cámara, la aplicación de YouTube y el contenido digital. En esta configuración, existen los llamados "radios", que son los dispositivos que se conectan a un eje central, que puede ser el televisor inteligente o el PC. En este caso, Internet sirve de intermediario, sobre todo a través de sus herramientas de interactividad y las redes sociales, para crear mezclas únicas de productos y servicios a través de la integración horizontal.
El ejemplo anterior pone de manifiesto cómo la convergencia digital engloba tres fenómenos:
1. los dispositivos que antes eran autónomos se están conectando mediante redes y programas informáticos, lo que mejora significativamente las funcionalidades;
2. los productos que antes eran independientes están convergiendo en la misma plataforma, creando productos híbridos en el proceso; y,
3. las empresas están cruzando las fronteras tradicionales, como el hardware y el software, para ofrecer nuevos productos y nuevas fuentes de competencia.[18]

Otro ejemplo es la convergencia de diferentes tipos de contenidos digitales. Según Harry Strasser, antiguo director de tecnología de Siemens "[la convergencia digital tendrá un impacto sustancial en el estilo de vida y de trabajo de las personas]".

## Convergencia de red
Es la unificación de dos o más redes de comunicación distintas en una única red capaz de prestar los servicios que antes prestaban las distintas redes.
Uno de los primeros ejemplos es la convergencia entre redes de voz y datos , inicialmente a través de la tecnología RDSI y, más recientemente, a través de la tecnología xDSL . Otro ejemplo de convergencia a considerar sería entre voz y fax , incluso anterior, que comenzó a utilizarse a escala comercial en la década de 1970. Sin embargo, es cuestionable que se trate de una verdadera convergencia, ya que el fax, tal como lo conocemos hoy en día. , utilizó siempre la red telefónica, a diferencia de las redes de datos que tenían un origen independiente.
Últimamente, los servicios de voz y datos han incluido servicios de video y/o multimedia. Muchos de estos servicios no existían antes de empezar a hablar de convergencia de redes, por lo que se puede decir que ya "nacieron convergentes", como IPTV (que, a pesar del nombre, es diferente al simple envío de la transmisión de la televisión analógica tradicional) . por protocolo IP). La oferta combinada de servicios de voz, Internet de banda ancha y televisión se denomina Triple Play , aunque este término tiene su origen en el marketing y es un modelo de negocio para comercializar productos y no una solución o estandarización tecnológica.